# Torneo de Nanjing
El Nanjing Ladies Open es un torneo femenino de tenis profesionales jugado en exteriores en canchas duras. El evento se clasifica como un torneo de $100,000 en el Circuito Femenino ITF. Se ha celebrado en Nankín, China, desde 2013. El evento fue parte de la WTA 125s en el 2013.

## Finales anteriores

### Individuales
| Años                    | Campeona     | subcampeona      | marcador         |
| ----------------------- | ------------ | ---------------- | ---------------- |
| 2015                    | Hsieh Su-wei | Yulia Putintseva | 7–6(5), 2–6, 6–2 |
| ↑ Torneos de $100,000 ↑ |              |                  |                  |
| ↑ No celebrado ↑        |              |                  |                  |
| 2013                    | Zhang Shuai  | Ayumi Morita     | 6-4, 0-0retiro   |
| ↑ WTA 125s ↑            |              |                  |                  |

### Dobles
| Años                    | Campeonas               | subcampeonas                   | marcador            |
| ----------------------- | ----------------------- | ------------------------------ | ------------------- |
| 2015                    | Shuko Aoyama Eri Hozumi | Chan Chin-wei Zhang Kailin     | 7–5, 6–7(9), [10–7] |
| ↑ Torneos de $100,000 ↑ |                         |                                |                     |
| ↑ No celebrado ↑        |                         |                                |                     |
| 2013                    | Misaki Doi Xu Yifan     | Yaroslava Shvedova Zhang Shuai | 6-1, 6-3            |
| ↑ WTA 125s ↑            |                         |                                |                     |